# West Springfield
West Springfield est une ville du comté de Hampden au Massachusetts aux États-Unis.